# 陳榮基

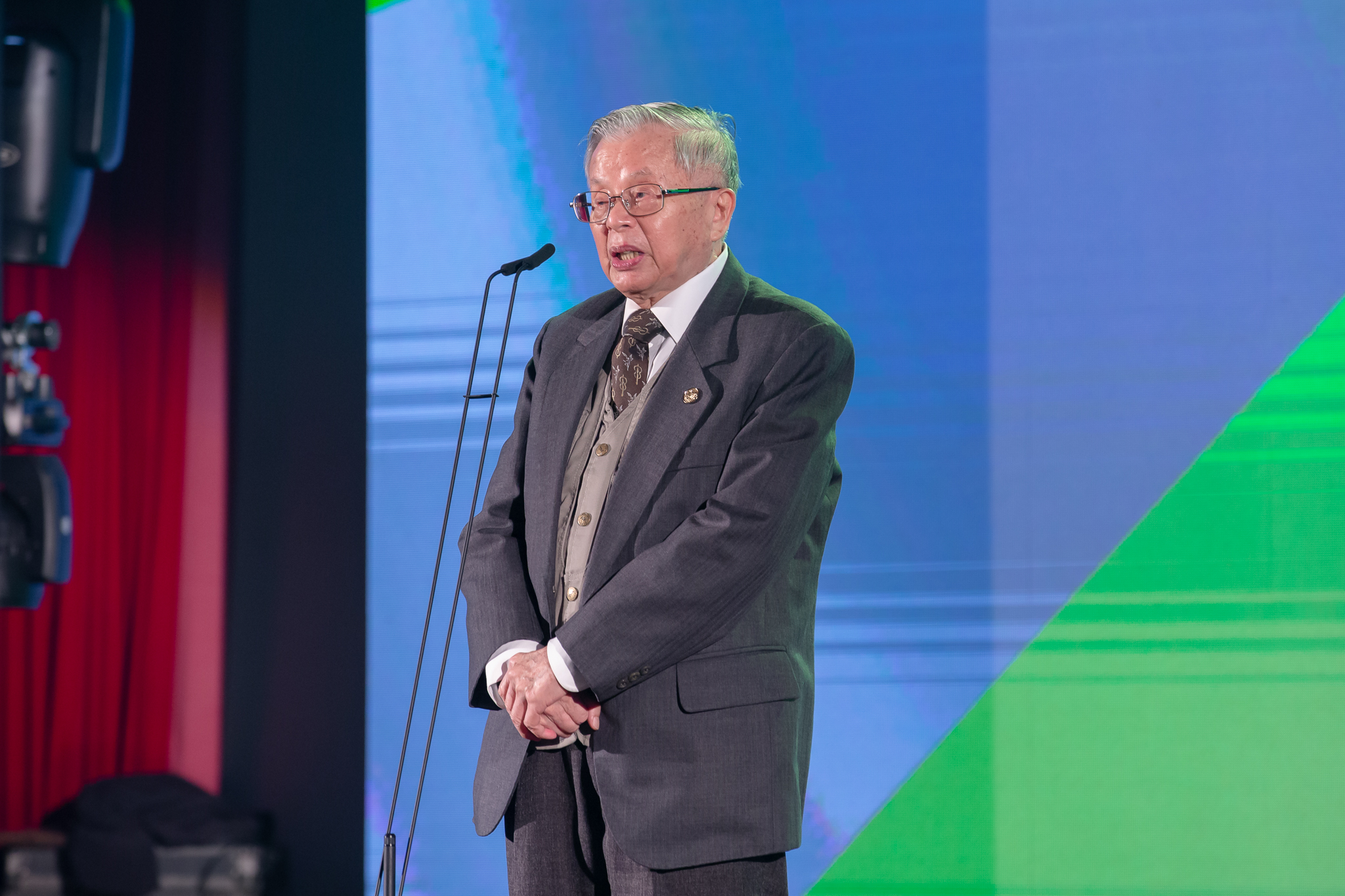

陳榮基（1938年—），台灣新竹人，現任恩主公醫院顧問醫師、神經科主治醫師，曾任恩主公醫院院長、台大醫院副院長、台大醫學院教授。被譽為台灣「安寧醫療」的推手。

## 簡歷
陳榮基1938年出生於台灣新竹，1964年台灣大學醫學院畢業，進入臺大醫院神經精神科，從住院醫師、總住院醫師、講師、副教授，一直作到台大醫學院神經科教授和生理學科雙聘教授，他也擔任過台大神經科主任、台大醫院副院長、台灣神經醫學會理事長。

## 推動安寧醫療
陳榮基推動「善終」的理念，受到學佛的啟發和基督教的引領。1987年在他擔任台大神經科主任時，醫院內學佛的醫護人員成立了「慈光社」，推舉他當了社長。當時「慈光社」決定作兩件事，一是幫助貧困的出家人醫療，另一是希望能幫助病人安詳的走，後來他們在醫院內設置了幫助佛教病患的「助念室」，引起許多其他醫院的跟進，進而在1994年他們成立了「蓮花佛教臨終關懷基金會」，同一年馬階醫院的董事會邀請了陳榮基一起赴日本參訪當地的「安寧病房」，回台後1995年他決定在台大開設「安寧病房」，而馬偕醫院更投入了二億在淡水馬偕蓋了四層樓的「安寧照護教育中心」。陳榮基運用蓮花基金會的資源和台大醫院合作，培養訓練了將近70位宗教師來協助臨終的病患。
陳榮基又和不同宗教團體的人士如單國璽主教、趙可式護理師、馬偕的院牧……等合力推動「預立遺囑」、「選擇安寧緩和醫療意願書」的立法遊說，並向當時衛生署長李明亮建議，在健保卡可以註記醫療意願，經過眾人的努力，立法院終於通過「安寧緩和醫療」的法案。
根據媒體報導，2021年，善終的概念目前已被台灣醫界與大眾普遍接受，全台共有74家醫院設有安寧病房。

## 培訓臨床佛教宗教師
在佛教的傳統中，由於法師缺乏醫療的訓練，不易找到適當的人選參與安寧緩和醫療工作。佛教蓮花基金會乃於1998年開始與台大醫院緩和病房合作，提供有志參與醫療的法師，基本的醫學及佛法在臨終病人如何運用的訓練，稱為臨床佛教宗教師（Clinical Buddhist Chaplaincy, CBC）培訓。
參與的法師需要接受約60小時的課堂教育及約80小時的病房實習。在法鼓山佛教學院校長釋惠敏法師及台大醫院家醫科主任陳慶餘教授的帶領下，逐漸確立了臨床佛教宗教師培訓的制度。

## 榮譽
鑒於其積極投入台灣安寧緩和醫療的推動，陳榮基於2021年獲「總統文化獎」的人道奉獻獎。 2016年，陳榮基獲頒第二十六屆「醫療奉獻獎」。

## 外部連結
- 陳榮基的部落格 （页面存档备份，存于）